# Yarsanisme

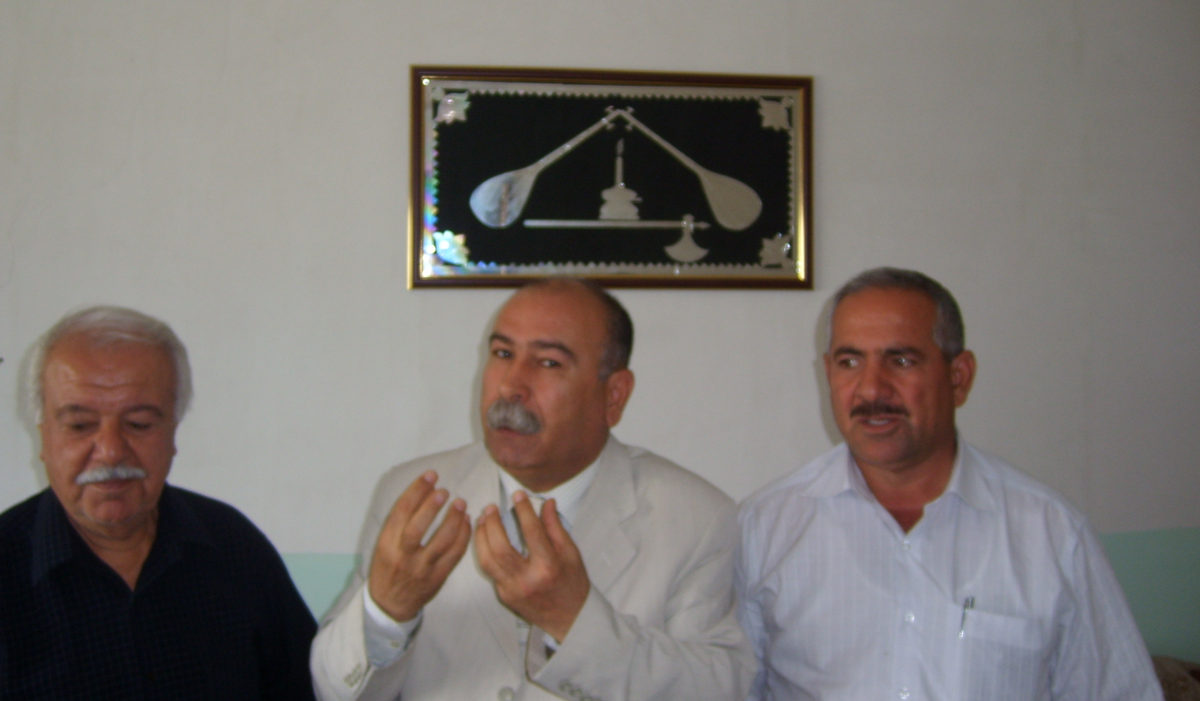
Tres membres de la fe yarsani o kakaki enfront d'un quadre amb el símbol de la fe a Sulaymaniyya, al Kurdistan, maig de 2007

El yarsanisme (kurd: یاڔﮦساﻥ, Yâresân; persa: اهل حق, Ahl-e Haqq, ‘Poble de la Veritat’) és una religió provinent d'una secta mística medieval eminentment kurda que hauria estat fundada vers el segle xiv o XV a Hawraman per Sultan Sehak (Sàyyid Ishaq).

## Història
Inicialment fou una tariqa sufí però les seves característiques la van portar cap a l'heterodòxia; els set fills del fundador van originar les cinc famílies originàries que per aliances i incorporacions van donar naixement una ètnia amb llengua diferenciada a partir del segle xvi amb aportacions religioses peculiars; avui dia els yarsanís s'han convertit en una religió que practiquen un milió de persones al Caucas, l'Iran occidental i a l'Iraq, la major part kurds i laks amb algunes comunitats luris, àzeris i àrabs. A l'Iraq se'ls anomena kakais i a l'Iran yarsanís. Les tribus kurdes dels Guran, Qalkhani, Bajalani i Sanjabi, són en gran majoria practicants d'aquesta religió, i formen un terç de la població de la província de Kermanshah; el seu nombre també és apreciable a la zona de Kirkuk a l'Iraq, a Mandali, Bakuba, Khanakin i Qasr-i Shirin. Els kakais o yarzanís són, com els xabaks, hereus d'una especialitat religiosa, amb una jerarquia determinada (sàyyids, bawas, mams i murids).
Darrerament s'ha pogut fer algun estudi sobre els yarsanís de l'Iraq, mentre els de l'Iran i el Caucas resten encara poc estudiats. La principal àrea kakai de l'Iraq són els pobles a l'entorn de Taclq al sud-est de Kirkuk, però aquest és un establiment recent (segle xix). Els kakais foren grans terratinents però sembla que això fou afectat per les reformes agràries sota els govern republicans i el govern del Baath. Tenen bones relacions amb els kurds sunnites i són considerats un subgrup kurd però als anys setanta van estar al costat del govern o com a molt alguns caps van ser neutrals; llavors va sorgir un corrent per a declarar-los subgrup turcman, encapçalada pel poeta Hijri Dede, grup que s'ha consolidat (el Partit Nacional Turcman Iraquià considera als kakais i als xabaks com a subgrups turcmans). L'abril del 1988 la seva fidelitat al govern va salvar als kakais de ser víctimes de la tercera operació Anfal, com ho van ser els kurds i cristians prokurds, però alguns kakais foren deportats per haver ajudat als kurds o tenir familiars al moviment guerriller kurd. La seva llengua és el macho, una varietat del gorani kurd.